# Olympische Sommerspiele 2000/Kanu – Vierer-Kajak 500 m (Frauen)
Die Wettkämpfe im Vierer-Kajak über 500 Meter bei den Olympischen Sommerspielen 2000 wurden vom 26. bis 30. September 2000 auf der Strecke im Sydney International Regatta Centre ausgetragen.

## Ergebnisse

### Vorläufe
Die jeweils ersten drei Boote qualifizierten sich direkt für das Finale, alle weiteren Boote für den Halbfinallauf.

#### Vorlauf 1
| Rang | Athletinnen                                                                | Nation   | Zeit         |
| ---- | -------------------------------------------------------------------------- | -------- | ------------ |
| 1    | Rita Kőbán Katalin Kovács Szilvia Szabó Erzsébet Viski                     | Ungarn   | 1:40,045 min |
| 2    | Alessja Bakunowa Alena Bez Natallja Bandarenka Swjatlana Wakula            | Belarus  | 1:34,734 min |
| 3    | Izaskun Aramburu Beatriz Manchón Ana María Penas Belén Sánchez             | Spanien  | 1:35,298 min |
| 4    | Hanna Balabanowa Olena Tscherewatowa Natalija Feklissowa Marija Raltschewa | Ukraine  | 1:35,454 min |
| 5    | Natalja Guli Jelena Annenko Olga Tischtschenko Galina Tschugunowa          | Russland | 1:36,870 min |

#### Vorlauf 2
| Rang | Athletinnen                                                          | Nation      | Zeit         |
| ---- | -------------------------------------------------------------------- | ----------- | ------------ |
| 1    | Katrin Wagner Birgit Fischer Anett Schuck Manuela Mucke              | Deutschland | 1:33,895 min |
| 2    | Aneta Pastuszka Joanna Skowroń Aneta Michalak Beata Sokołowska       | Polen       | 1:35,887 min |
| 3    | Raluca Ioniță Mariana Limbău Elena Radu Sanda Toma                   | Rumänien    | 1:35,935 min |
| 4    | Natalie Hunter Amanda Simper Kerri Randle Shelley Oates-Wilding      | Australien  | 1:37,081 min |
| 5    | Marie-Josée Gibeau-Ouimet Carrie Lightbound Julia Rivard Kamini Jain | Kanada      | 1:38,580 min |

### Halbfinale
Die ersten drei Boote des Halbfinals erreichten das Finale.
| Rang | Athletinnen                                                                | Nation     | Zeit         |
| ---- | -------------------------------------------------------------------------- | ---------- | ------------ |
| 1    | Hanna Balabanowa Olena Tscherewatowa Natalija Feklissowa Marija Raltschewa | Ukraine    | 1:37,704 min |
| 2    | Natalja Guli Jelena Annenko Olga Tischtschenko Galina Tschugunowa          | Russland   | 1:38,262 min |
| 3    | Marie-Josée Gibeau-Ouimet Carrie Lightbound Julia Rivard Kamini Jain       | Kanada     | 1:38,340 min |
| 4    | Natalie Hunter Amanda Simper Kerri Randle Shelley Oates-Wilding            | Australien | 1:38,580 min |

### Finale
| Rang | Athletinnen                                                                | Nation      | Zeit         |
| ---- | -------------------------------------------------------------------------- | ----------- | ------------ |
| 1    | Katrin Wagner Birgit Fischer Anett Schuck Manuela Mucke                    | Deutschland | 1:34,532 min |
| 2    | Rita Kőbán Katalin Kovács Szilvia Szabó Erzsébet Viski                     | Ungarn      | 1:34,946 min |
| 3    | Raluca Ioniță Mariana Limbău Elena Radu Sanda Toma                         | Rumänien    | 1:37,010 min |
| 4    | Aneta Pastuszka Joanna Skowroń Aneta Michalak Beata Sokołowska             | Polen       | 1:37,076 min |
| 5    | Hanna Balabanowa Olena Tscherewatowa Natalija Feklissowa Marija Raltschewa | Ukraine     | 1:37,544 min |
| 6    | Alessja Bakunowa Alena Bez Natallja Bandarenka Swjatlana Wakula            | Belarus     | 1:37,748 min |
| 7    | Natalja Guli Jelena Annenko Olga Tischtschenko Galina Tschugunowa          | Russland    | 1:38,624 min |
| 8    | Izaskun Aramburu Beatriz Manchón Ana María Penas Belén Sánchez             | Spanien     | 1:38,654 min |
| 9    | Marie-Josée Gibeau-Ouimet Carrie Lightbound Julia Rivard Kamini Jain       | Kanada      | 1:39,566 min |